# 中村久次
中村 久次（なかむら ひさつぐ、1912年（明治45年）5月23日 - 2002年（平成14年）10月21日）は、日本の実業家、音響技術者。

## 来歴・人物
子爵加納久朗の次男として生まれる。男爵中村貫之の娘・妙子の婿になり中村姓を名乗った。1938年（昭和13年）に京都帝国大学理学部物理科を卒業して、日本ビクターに入社し、戦後は不二音響工業、サンウエーブ工業等の社長を歴任する。
戦前、陸軍兵技少佐として陸軍技術研究所に勤務したことがあった。

## 家族・親族
- 高祖父 - 立花種周（筑後三池藩第6代藩主）
- 曾祖父 - 立花種道
- 義曾祖父 - 渋沢栄一（官僚、実業家）
- 義曾祖父 - 阪谷朗廬（漢学者）
- 祖父 - 加納久宜（上総国一宮藩主、鹿児島県知事）
- 義祖父 - 中村雄次郎（陸軍中将、政治家）[1]
- 義祖父 - 阪谷芳郎（元大蔵大臣、東京市長）[1]
- 父 - 加納久朗（子爵、銀行家、政治家）[1]
- 岳父 - 中村貫之（男爵、貴族院議員）[1]
- 妻 - 妙子（中村貫之の娘）[1]
- 長男 - 雄一
- 長女 - 久美子（政治家橋本龍太郎の妻）[1]
- 孫 - 橋本岳（政治家）

## 著作等
- 中村久次等編『最新アメリカ型ラジオ配線図集. 第1』束書房技術部、1948年